# 213-я моторизованная дивизия
213-я моторизованная дивизия РККА — формирование Вооружённых сил СССР в период Великой Отечественной войны.
213-я моторизованная дивизия РККА (в/ч 8567) входила в состав 19-го механизированного корпуса 5-й армии Киевского ОВО (с 22.06.1941 Юго-Западного фронта). 213-я моторизованная дивизия сформирована на базе 22-й моторизованной пулемётно-артиллерийской бригады (из Новоград-Волынска).

## Командование

### Командиры
- полковник Осьминский, Василий Михайлович.

### Начальник штаба
- подполковник Мищенко, Пётр Лукьянович (03.1941-?);
- полковник Круглов, Михаил Иванович.

### Заместитель по политической части
- старший батальонный комиссар Кутузов Виктор Сергеевич (20.03.1941-19.09.1941).

### Заместитель начальника отдела политпропаганды
- батальонный комиссар Бубнов Павел Фёдорович (20.03.1941-19.09.1941).

### Начальник оперативного отделения
- подполковник Старжицкий, Казимир Вильгельмович.

### Начальник разведывательного отделения
- майор Рейшах, Владимир Борисович.

### Начальник отделения связи
- капитан Никитинский, Никита Георгиевич.

### Начальник строевого отделения
- политрук Уткин, Иван Иванович.

### Начальник штаба артиллерии
- капитан Генат, Иван Иванович.

### Начальник автотранспортной службы
- майор Савин, Дмитрий Григорьевич.

### Начальник снабжения
- интендант 2 ранга Спирин Фёдор Дмитриевич.

## Состав дивизии
Штаб дивизии — г. Казатин
- 702-й мотострелковый полк — в/ч 8609 (подполковник Сенкевич, Сергей Иванович)
- 739-й мотострелковый полк — в/ч 8604 (полковник Шевченко, Иван Иванович).
- 132-й танковый полк — в/ч 8662 (полковник Неустроев, Александр Александрович).
- 671-й артиллерийский полк — в/ч 8643
- 39-й отдельный истребительно-противотанковый дивизион — в/ч 8945
- 205-й отдельный зенитно-артиллерийский дивизион — в/ч 8906
- 301-й разведывательный батальон — в/ч 8865
- 387-й легко-инженерный батальон — в/ч 8884 (капитан Евграфов, Яков Иванович с 12.3.1941)
- 599-й отдельный батальон связи — в/ч 8868
- 211-й артиллерийский парковый дивизион — в/ч 8989
- 373-й медико-санитарный батальон — в/ч 8954
- 697-й автотранспортный батальон — в/ч 9026
- 152-й ремонтно-восстановительный батальон — в/ч 8972
- 39-я рота регулирования — в/ч 9067
- 483-й полевой хлебозавод — в/ч 8964
- 718-я полевая почтовая станция
- 537-я полевая касса Госбанка

## Численность
Бронетанковый состав на 22.06.1941:
| Т-27/38 | Т-26 | Т-28 | Т-34 | КВ-1 | Итого | БА |
| ------- | ---- | ---- | ---- | ---- | ----- | -- |
| 13      | 42   |      |      |      | 55    |    |

Артиллерийский состав на 22.06.1941:
| 76-мм. пушка | 37-мм. МЗА | 152-мм. гаубицы | 152-мм. гаубицы | 82-мм. миномёты | 50-мм. миномёты |
| ------------ | ---------- | --------------- | --------------- | --------------- | --------------- |
| 8            | 4          |                 | 4               | 8               | 60              |

Автотранспортный состав на 22.06.1941:
| Автомобили | Тракторы | Мотоциклы |
| ---------- | -------- | --------- |
| 140        | 47       |           |